# Большой Орландо
Большой Орландо (англ. Greater Orlando) — четвёртая по величине агломерация штата Флорида с населением более 1,3 миллиона человек, в том числе самая крупная внутренняя агломерация полуострова. Является моноцентрической, крупнейшие образующие её города — Орландо и его пригороды: Киссимми и Санфорд.

## История
Орландо долгое время являлся незначительным поселением, затерянным в тропической полузаболоченной сельве, кишашаей москитами и аллигаторами, пока в 1960 году не стал объектом внимания со стороны Диснейленда. С тех пор компании удалось создать там новые рабочие места в тематических парках (например, «Мир Диснея» и Universal Orlando), привлечь огромное количество туристов (около 50 миллионов ежегодно). Резко возросло и постоянное население города: еженедельно сюда переселяется порядка 1,000 человек, проживает также много нелегалов и чернорабочих. Изменился и расовый облик города: около половины жителей агломерации белые, в большинстве своем переселенцы из северных штатов страны, около 25 % — латиноамериканцы, сосредоточенные в пригороде Киссими, 20 % афроамериканцы, около 5 % — азиаты. В городе наряду с английским широко используется испанский язык, некоторое неофициальное и полуофициальное распространение имеют франко-креольский, русский и вьетнамский языки.